# Тур Миссури
Тур Миссури (англ. Tour of Missouri) — шоссейная многодневная велогонка проводившаяся по дорогам американского штата Миссури.

## История

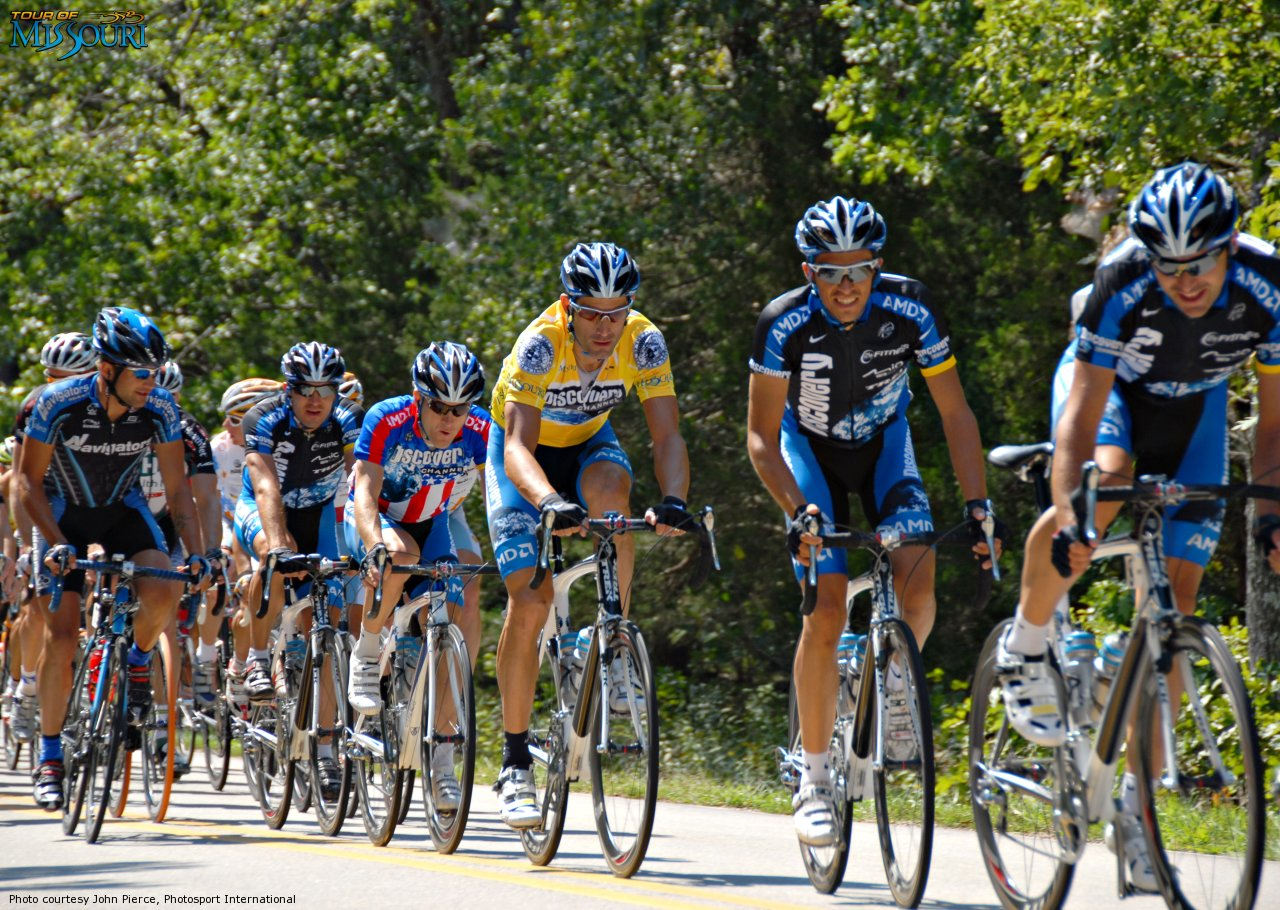
«Поезд» Discovery Channel на этапе 2007 года (справа налево) — Попович, Контадор, Хинкепи (в жёлтой майке) и Лайфаймер (в майке чемпиона США)

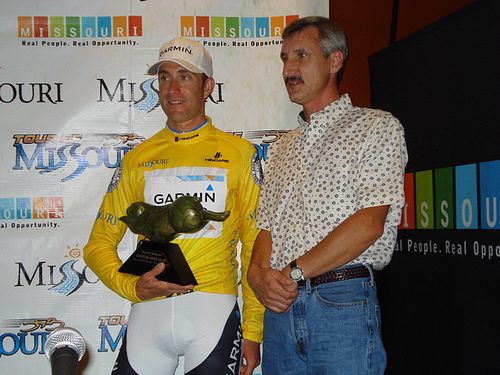
Кристиан Ванде Вельде в жёлтой майке после победы на этапе в 2008 году

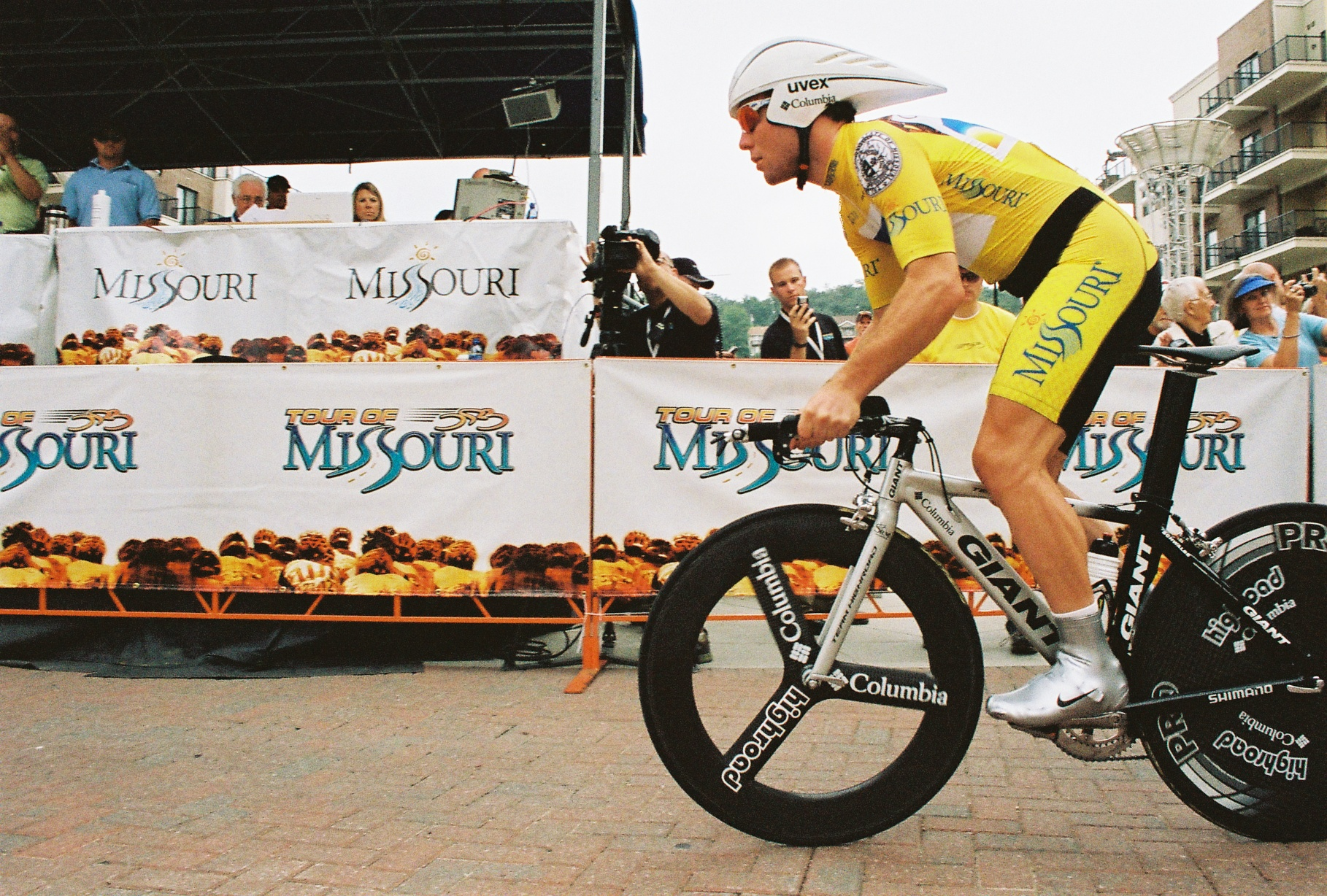
Марк Кавендиш на старте индивидуальной гонки в 2008 году

Первое издание Тура Миссури состоялось в сентябре 2007 года и было организовано по инициативе штата Миссури и его губернатора Мэтта Бланта компанией Medalist Sports, бывшим организатором туров Калифорнии и Джорджии. Гонка состояла из шести этапов, между Канзас-Сити и Сент-Луисом. Присутствовало 15 команд, в том числе две ProTeam — Saunier Duval-Prodir и Discovery Channel.
Представитель последней, американец Джордж Хинкепи, одержал общую победу после того как выиграл второй этап из отрыва состоящим из 10 человек «привезя» основной группе 14 минут преимущества. Организаторы были довольны освещением гонки в СМИ: 360 000 зрителей, а ориентировочная экономическая прибыль составила 26,2 миллиона долларов.
В 2008 году Тур продлен на один этап. На старте присутствовали пятнадцать команд, в том числе две команды ProTeam — Team Columbia (в составе которой был Хинкепи) и Liquigas. Team Columbia выиграла четыре этапа, в том числе три на счету Марка Кавендиша. Победителем в общем зачёте стал американец Кристиан Ванде Вельде, одержав попутно победу на этапе, проводившимся в формате индивидуальной гонки.
Маршрут гонки в 2009 году прошёл в обратном направлении — из Сент-Луиса в Канзас-Сити. Победу в общем зачёте снова одержал американец, на этот раз Дэвид Забриски. Однако эта гонка оказалась последней: штат сократил бюджет в том числе за счёт непроводения Тура Миссури.
Больше всех побед на этапах (5) одержал спринтер Марк Кавендиш, участвовавший в двух последних гонках.
Гонка входила в календарь UCI America Tour, имея в первые два года категорию 2.1 и 2.HC в последний.

## Классификации
- — Генеральная классификация
- — Спринтерская классификация
- — Горная классификация
- — Молодёжная классификация
- — командный
- — Самому агрессивному гонщику

## Призёры

### Генеральная классификация
| Год  | Победитель            | Второй          | Третий         |
| ---- | --------------------- | --------------- | -------------- |
| 2007 | Джордж Хинкепи        | Уильям Фришкорн | Доминик Роллен |
| 2008 | Кристиан Ванде Вельде | Майкл Роджерс   | Свейн Тафт     |
| 2009 | Дэвид Забриски        | Густав Ларссон  | Марко Пинотти  |

### Вторичные классификации
| Год  | Очковая       | Горная         | Молодёжная      | Бойцовская   | Командная           |
| ---- | ------------- | -------------- | --------------- | ------------ | ------------------- |
| 2007 | Иван Домингез | Джефф Лоудер   | Стивен Козза    | Фредди Парра | Slipstream-Chipotle |
| 2008 | Марк Кавендиш | Доминик Роллен | Роман Крейцигер | Джефф Лоудер | Team Columbia       |
| 2009 | Тур Хусховд   | Мойзес Альпаде | Дарио Катальдо  | Майкл Бэрри  | Saxo Bank           |